# فهد المهلل
فهد المهلل (عربی: فهد المهلل؛ زادهٔ ۱۱ نوامبر ۱۹۷۰) بازیکن سابق فوتبال اهل عربستان سعودی است.
وی در تیم ملی فوتبال عربستان ۳۲ بازی انجام داده است و عضو این تیم در جام جهانی فوتبال ۱۹۹۴ و ۱۹۹۸ بوده است.